# Lý Thần phi
Chương Ý Lý Hoàng hậu (chữ Hán: 章懿李皇后; 987 - 1032), nhưng rất hay được gọi là Lý Thần phi (李宸妃), nguyên là một phi tần của Tống Chân Tông Triệu Hằng. Về sau, do được công nhận là sinh mẫu của Tống Nhân Tông Triệu Trinh, bà được con trai truy tặng thụy hiệu Hoàng hậu.
Cuộc đời của bà gắn liền với truyền thuyết rất nổi tiếng Ly miêu hoán thái tử (狸猫换太子) - huyền thoại về thân thế của Tống Nhân Tông. Bà chưa từng được làm Hoàng hậu khi còn sống, đến khi qua đời danh phận của bà chỉ là phi tần, sau khi Tống Nhân Tông biết rõ vụ việc giữa bà và Chương Hiến Minh Túc Hoàng hậu, bà mới được truy phong thụy hiệu Hoàng hậu.

## Tiểu sử
Chương Ý Hoàng hậu Lý thị, nguyên quán ở Hàng Châu, tổ phụ là Lý Diên Tự (李延嗣), làm chức Chủ bộ (主簿) của huyện Kim Hoa. Cha là Lý Nhân Đức (李仁德), sau phong chức Tả ban điện trực (左班殿直). Khi còn nhỏ, Lý thị nhập cung, sau hầu hạ Lưu Mỹ nhân, tính tình cẩn trọng, được Tống Chân Tông cho làm Nữ quan, chức Ti tẩm (司寢).
Theo truyền thuyết, Tống Chân Tông đang sủng ái Lưu Mỹ nhân và muốn lập làm Hoàng hậu, nhưng quần thần nhận thấy Lưu Mỹ nhân xuất thân hàn vi, cật lực phản đối. Chân Tông lo lắng, ngày đêm không yên, gặp lúc đó Lý thị gặp được mộng tiên nhân, báo rằng sẽ sinh long thai kỳ tử. Chân Tông cùng Lưu Mỹ nhân bèn nghĩ ra kế sách Tá phúc sinh tử (借腹生子), nghĩa là "Mượn bụng sinh con trai", tuy nhiên Tống sử cùng nhiều sách khác lại nói đây là chủ ý của Lưu Mỹ nhân, không đề cập đến chủ ý từ Chân Tông. Sau một đêm hầu ngủ cho Chân Tông, Lý thị có thai, Chân Tông bèn ban cho bà một cây trâm thoa bằng ngọc. Có lần, Lý thị tùy Hoàng đế lên một lầu đài, ngọc thoa bị rơi, Chân Tông cầu rằng:「"Nếu thoa còn nguyên, tất sinh Quý tử"」, khi cho người xuống dâng lên lại thì cây thoa vẫn còn nguyên.
Năm Đại Trung Tường Phù thứ 3 (1010), ngày 14 tháng 4 (tức ngày 12 tháng 5 dương lịch), Lý thị sinh ra một Hoàng tử, đặt tên là Triệu Thụ Ích (赵受益), nhưng Tống Chân Tông tuyên bố là do Lưu Mỹ nhân sinh ra, Lý thị được phong Sùng Dương huyện quân (崇暘縣君). Sau đó bà mang thai được một công chúa, được phong lên Tài nhân, nhưng công chúa yểu mệnh qua đời, truy phong là Huệ Quốc công chúa (惠國公主). Về sau, Lưu Mỹ nhân được lập làm Hoàng hậu, Lý thị được nâng lên tước Uyển nghi (婉儀). Địa vị của bà lúc đó hơn Thẩm Tiệp dư (沈婕妤), ngang với Tào Sung viên (曹充媛) và dưới Dương Thục phi.

## Thần phi
Năm Càn Hưng nguyên niên (1022), Tống Chân Tông băng hà, Thái tử Triệu Trinh kế vị, sử gọi Tống Nhân Tông. Lưu Hoàng hậu được tôn làm Hoàng thái hậu, Lý Uyển nghi của Chân Tông được phong làm Thuận dung (顺容), đưa đến trông nom lăng mộ Tiên đế là Vĩnh Định lăng.
Do khi xưa Lưu Thái hậu tuyên bố Nhân Tông là con mình sinh ra, nên bản thân Nhân Tông không biết Lý thị mới là mẹ ruột, trong cung những ai biết chuyện đều sợ Thái hậu mà cũng không dám nói ra. Tuy vậy, Lưu Thái hậu không để Lý thị quá thiệt thòi, bà sai Lưu Mỹ, Trương Hoài Đức tra tìm thân tộc của Lý Thuận dung và ban tiền bạc cho họ, phong em trai là Lý Dụng Hòa (李用和) làm Tam ban phụng chức (三班奉职), với lý do Lý Thuận dung đến trông coi lăng mộ Tiên đế, nên thường ban ơn trọng thưởng. Bên cạnh đó, tổ tiên 3 đời của bà cũng được Lưu Thái hậu đặc biệt truy phong.
Năm Minh Đạo nguyên niên (1032), Lý Thuận dung bệnh nặng. Lưu Thái hậu sách phong bà làm Thần phi (宸妃) hàm Chính nhất phẩm, đưa Thái y đến tận tình cứu chữa. Ngay khi vừa sách phong thì Lý Thần phi qua đời, hưởng dương 46 tuổi. Lưu Thái hậu cho khâm liệm qua loa, đưa quan tài ra khỏi cung. Thừa tướng Lã Di Giản (呂夷簡) hỏi vì sao không làm tang lễ, Lưu Thái hậu tìm cách để Tống Nhân Tông đi khỏi, rồi trách Lã Di Giản li gián hai cung. Lã Di Giản đe dọa rằng nếu không hậu táng cho Lý Thần phi thì Lưu Thái hậu chẳng còn được bao lâu nữa sẽ diệt môn. Lưu Thái hậu hiểu ra, cho khâm liệm Lý Thần phi dùng đồ của Hoàng hậu, trong quan tài có đầy thủy ngân.

## Truy phong
Năm Minh Đạo thứ 2 (1033), tháng 3, ngày Giáp Ngọ, sau khi trở về từ Thái miếu, Hoàng thái hậu Lưu thị băng hà ở Bảo Từ điện (宝慈殿), thọ 65 tuổi. Sau khi Lưu Thái hậu băng, Dương Thái phi nói với Nhân Tông:「"Lưu hậu không phải sinh mẫu thật sự của Quan gia, mẫu thân của ngài là Lý Thần phi đã qua đời"」. Tống Nhân Tông lúc này mới biết Lưu Thái hậu không phải mẹ mình, lại càng là người mà mình xem như không thân thích gì trước khi chết là Lý Thần phi, nên sinh bệnh ốm nặng, mấy ngày không thể thượng triều, cũng hạ chiếu tự trách.
Lúc này, Yên vương Triệu Nguyên Nghiễm tiết lộ sự thật về thân thế của Lý Thần phi, nói rằng Lưu Thái hậu đã cướp Nhân Tông về làm con mình, bỏ rơi Lý Thần phi ở trong cung thất sủng, Yên vương còn nói rằng Lưu Thái hậu có thể đã hạ độc chết Lý Thần phi. Tống Nhân Tông kinh hoàng, sai quân lính bao vây phủ của nhà họ Lưu, còn mình đích thân tới nơi chôn của Lý Thần phi. Khi khai quật và bật nắp quan tài, phát hiện xác của Thần phi đã bao trùm bởi thủy ngân, dung nhan vẫn rất nguyên vẹn trước khi mất, lại mặc trang phục của bậc Hậu. Tống Nhân Tông bèn cảm thán:「"Chuyện thiên hạ nói, sao có thể đáng tin a!"」. Sau đó, Nhân Tông quỳ trước linh cữu Lưu Thái hậu, khóc nói:"Tự nay về sau, Đại nương nương cả đời trong sạch!". Đối với chuyện này, Tống Nhân Tông cả đời về sau đều không muốn nhắc lại, cũng không cho người khác thêu dệt về Lưu Thái hậu, còn ban cả chiếu chỉ chỉ điểm thiên hạ. Sự kiện này được gọi là Nhân Tông nhận mẫu (仁宗認母), về sau cứ lưu truyền trong dân gian, được thêu dệt đủ kiểu tình huống.
Về sau, Tống Nhân Tông truy phong Lý Thần phi làm Hoàng thái hậu, lấy thụy hiệu là Trang Ý (壯懿). Do Lưu Thái hậu chưa từng bạc đãi Lý Thái hậu, Nhân Tông không truy cứu bất kỳ điều gì về chuyện xảy ra năm xưa nữa, chỉ chú tâm an táng tử tế cho Lý Thái hậu và Lưu Thái hậu, hợp táng cùng Tống Chân Tông ở Vĩnh Định lăng. Thần chủ của bà là Phụng Từ miếu (奉慈廟), sau ở trong Cảnh Linh cung (景靈宮) xây một thần ngự điện, gọi là Quảng Hiếu điện (廣孝殿), thờ chuyên biệt linh vị của Lý Thái hậu. Những năm Khánh Lịch (1041 - 1048), thụy hiệu của Lý Thái hậu được cải thành Chương Ý (章懿), cùng Lưu Thái hậu thăng phụ thần vị lên Thái miếu. Để bày tỏ lòng hiếu đối với người mẹ quá cố, Nhân Tông còn trọng dụng em trai bà là Lý Dụng Hòa, phong làm Tiết độ sứ của Chương Tín quân (彰信軍), kiêm Kiểm giáo Thị trung (檢校侍中), muôn phần thiện đãi. Ông còn quyết định gả con gái lớn là Phúc Khang công chúa (福康公主) cho con trai của Lý Dụng Hòa là Lý Vĩ (李瑋).

## Ly miêu hoán thái tử
Trong truyền thuyết dân gian của Trung Quốc, Lý Thần phi được biết đến là một nhân vật quan trọng trong điển tích Ly miêu hoán thái tử (狸猫换太子). Đây là một đoạn chương hồi trong Thất hiệp ngũ nghĩa của tác giả đời Thanh tên Thạch Ngọc Côn (石玉昆), sáng tác về Bao Chửng, còn gọi Bao Thanh Thiên (包青天).
Theo câu chuyện này, năm đó Lý Thần phi và Lưu Hoàng hậu cùng lúc có thai. Khi cả hai hạ sinh, Lưu Hoàng hậu sinh ra một Công chúa mà chết yểu, còn Lý Thần phi sinh ra được một Hoàng tử. Lưu Hoàng hậu sợ hãi, bèn cùng hoạn quan tráo con của Lý Thần phi bằng một con ["Ly miêu"; 貍貓], vu khống Lý Thần phi sinh hạ quái thai yêu nghiệt. Sau đó Lý Thần phi bị đuổi ra khỏi cung, lưu lạc dân gian, con trai bà trong cung đã được phong làm Thái tử kế vị, tức Tống Nhân Tông. Lưu lạc nhiều năm, thân thể tàn úa, đến gần cuối đời Lý Thần phi gặp được Bao Công, bèn xin vị Bao Thanh Thiên trứ danh này trợ giúp tìm được công lý. Dưới sự tài tình và thẳng thắn của mình, Bao Công minh oan cho Lý thị, được đón vào cung tôn làm Hoàng thái hậu, còn Lưu hậu sợ tội tự sát.
Tuy tiểu thuyết dựa vào sự thật lịch sử, song đã hư cấu hóa nhằm tăng thêm giai thoại và hành vi anh minh của Bao Công. Tuy vậy, cụm từ Ly miêu hoán Thái tử về sau lại rất thông dụng, trở thành một cách nói ẩn dụ về thủ pháp hoán đổi đầy tính âm mưu trong cuộc sống.